# Johanne Berg
Johanne Kirstine Hjersing Berg, född 21 maj 1883 i Ålborg, död 13 februari 1963 i Aarhus, var en dansk polis och socialdemokratisk politiker. Hon var den första kvinnan i Danmark som arbetade inom tullväsendet och som polis.
Johanne Berg var dotter till snickaren Peter Christoffer Berg och dennes hustru Marie Magdalene Larsen. Efter handelsskoleexamen tog Johanne Berg, som den första kvinnan i landet, anställning vid Ålborgs tullväsende. Därefter var hon i tio år anställd hos en advokat- och livförsäkringsfirma innan hon flyttade till Aarhus 1914 för att arbeta som polis. Hon blev tidigt engagerad i organisatoriskt arbete och var från 1907 styrelseledamot och kassör i Handels-og Kontormedhjælperforeningen (HK) i Ålborg. Året därpå blev hon invald i föreningens centrala styrelse med det näst högsta antalet röster. HK fick därmed sin första ordinarie kvinnliga styrelseledamot på central nivå. I sin polistjänst i Aarhus fick Berg ett särskilt ansvar för fall som rörde unga kvinnor med ”osedligt” beteende (främst sexuellt sådant). I hennes patrulltjänst om kvällarna ingick att hålla vakande öga på unga flickor som drog runt på gatorna eller höll sig till pubar och andra uteställen. Hon bedrev också undersökningar på uppdrag av værgerådene, de sociala myndigheterna, och gjorde flera hembesök. Då ”osedlighetsfallen” hamnade under kriminalpolisen 1919 fick hon ansvar för faderskaps- och adoptionsfall. Berg var medlem av Århus Politiforening och valdes till dess revisor.
Berg var engagerad i kvinnorörelsen och var styrelseledamot i Ålborgs kvindevalgretsforening. Hon protesterade mot sin egen fackförenings motstånd mot att få in kvinnor i medlemskretsen samt mot ett förslag om att kvinnor skulle betala en mindre medlemsavgift än män. Hon var förespråkare av principen om lika lön för lika arbete mellan könen och hon agiterade för att fler kvinnor skulle organisera sig. Hon var också med om att grunda Socialistisk Kvindeforening och var styrelseledamot i kvinnosaksorganisationen Dansk Kvindesamfunds avdelning i Aarhus. Även folkbildning tog hennes tid i anspråk och hon var medlem av det verkställande utskottet för Arbejdernes Oplysningsforbund (AOF). Hon var en engagerad medlem av Socialdemokratiet och blev invald till Aarhus kommunfullmäktige 1925, en plats hon behöll fram till 1946. Hon fick en framträdande position i partigruppen och var ordförande av en av partiets valkretsar i staden. Hon blev vald som suppleant till Landstinget, Rigsdagens första kammare, 1936 och 1943

## Övriga förtroendeposter
Icke-politiska förtroendeposter
- Styrelseledamot av Århus Turistforening (1944-1946)
- Styrelseledamot av Radiumstationen (1941-1946)
- Medlem av Århus Teaters representantskap (1937-1946)
- Medlem av Mindeparkens representantskap (1933-1946)
- Styrelseledamot av Ole Rømer Observatoriet (1928-1933)
- Styrelseledamot av kyrkogårdstyrelsen (1925-1928 och 1941-1946)
- Styrelseledamot av Christian IX:s barnhem (1925-1928)

Kommunalpolitiska förtroendeposter
- Ledamot av biblioteksutskottet (1925-1946)
- Ledamot av utskottet för framställningar (1925-1928)
- Ledamot av utskottet rörande stöd till barn och änkor (1925-1993)
- Ledamot av utskottet för åldersränta (1925-1934)
- Ledamot av utskottet för skolbarnsbespisningen (1925-1934)
- Ledamot av försköningsutskottet (1928-1934)
- Medlem av Skolkommissionen (1928-1946)
- Medlem av tillsynen för biograf- och teaterverksamheter (1928-1946)
- Ledamot av fridlysningsnämnden (1928-1952)
- Medlem av Århus amts skolråd (1930-1937 och 1944-1952)
- Ledamot av utskottet för försörjningsväsendet (1933-1934)
- Ledamot av barnvärnsutskottet (1933-1944)
- Ledamot av utskottet för nöjesanläggningar och grönområden (1934-1937)
- Medlem av Taxeringskommissionen (1934-1944)
- Ledamot av utskottet för uppförande av bostäder för betalare av åldersränta (1934-1944)
- Ledamot av utskottet för skolväsendet (1937-1946)
- Ledamot av parkutskottet (1937-1946)
- Ledamot av utskottet för barnbiblioteket (1938-1946)
- Ledamot av prisutskottet (1940-1942)
- Ledamot av välfärdsutskottet (1940-1946)
- Ledamot av sjukhusutskottet (1941-1946)
- Medlem av ungdomsskolenämnden (1944-1946)